# Peralta (Dominikana)
Peralta – miasto w Dominikanie, w prowincji Azua.